# 金英 (明朝宦官)
金英（1394年—1456年），明朝宣德時司礼监太监。

## 生平
明宣宗时司礼监太监，亲信用事。宣德七年（1432年），他和范弘一起被赐免死诏书。明英宗即位，他和兴安都受宠信。王振专权，渐渐失势。正统十四年（1449年）夏天有旱灾，明英宗命他掌管刑部，他坐在中间，尚书以下左右分列，定六年一次审录。秋天，明英宗在土木之变被瓦剌俘虏，郕王朱祁钰请他和兴安召集朝臣商议国事。侍读徐珵倡议南迁，遭到金英和兴安斥责。景泰元年（1450年）十一月，因为贪赃之罪，下狱论死。明代宗下令改为囚管，永不叙用。
| 前任： 王振 | 司礼监掌印太监 1449年—1450年 | 繼任： 兴安 |

## 传記資料
- 《明史》 宦官列传

## 延伸阅读
[在维基数据编辑]
 《明史卷三百〇四》，出自《明史》